# Thulio Toledo
Thulio Toledo Santos (Jacareí, 1 de janeiro de 1990 (35 anos)) é um atleta paralímpico brasileiro, na modalidade bocha paralímpica.
Portador de distrofia muscular de Ulrich, foi apresentado ao esporte em 2015, pelo atleta Antonio Leme e seu irmão e calheiro Fernando Leme.

## Medalhas
- Bronze nas Paralimpíadas Universitárias em 2018[1]
- Prata no Campeonato Paulista de duplas BC3 em 2016[1]
- Ouro no Campeonato Paulista individual (2ª divisão) em 2016 e 2018[1]
- Bronze no Torneio Sergio del Grande em 2016[1]